# مصحف مصغر

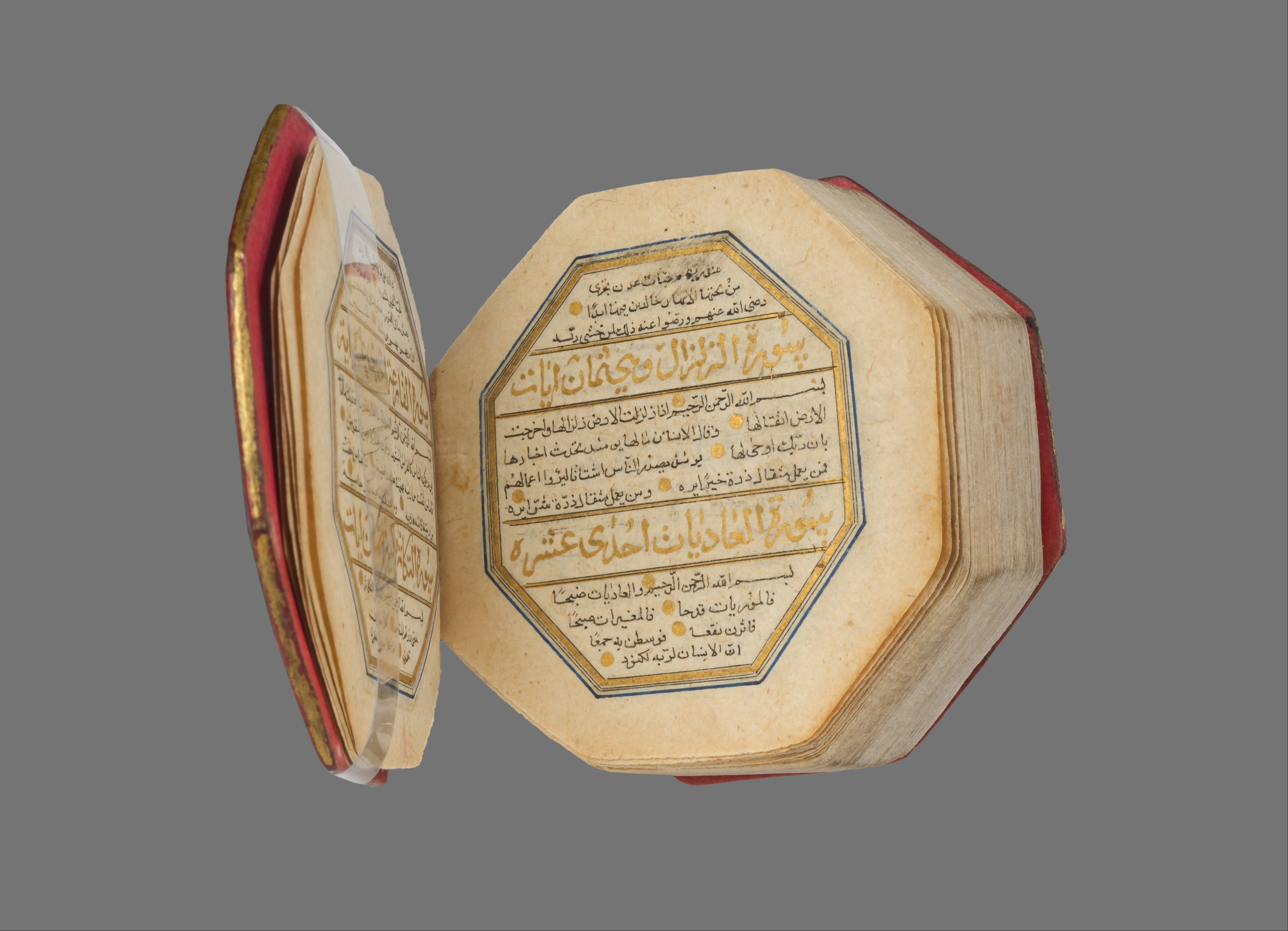
مصحف مصغر (ارتفاع 46 ملم) من إيران في القرن السادس عشر. محفوظ اليوم في متحف الفن الإسلامي، بالدوحة

مصحف مصغر أو قرآن مصغر هو قرآن كريم مكتوب في صورة صغيرة، وله نوعان: حديث وقديم. وتُنتج الإصدارات الأحدث في الصين والإمارات العربية المتحدة وإيران. ولكن الإصدارات القديمة يمكن أن تحتوي على ما يقرب من 2 الطول سم، 1.5 سم عرض و 1 سمك سم. وبعضها على شكل سداسي أو مثمن، مع صندوق معدني وغلاف جلدي مذهب. تحتوي الإصدارات القديمة جدًا على أوراق هشة قد تتآكل عند ملامستها للهواء. يعود تاريخ العديد من الإصدارات إلى عصر الإمبراطورية العثمانية في تركيا، وفي مصر ربما يعود تاريخها إلى عهد الخديوي في مصر، وإنتاجها في إنجلترا أثناء الحرب العالمية الأولى. وبعضها مكتوب أيضًا بترجمات مختلفة، مثل الفارسية.

## التاريخ
أقدم نسخة مصغّرة من القرآن الكريم محفوظة بالكامل هي نسخة القرآن العربي 399، والمعروفة باسم قرآن شارلمان (والتسمية بسبب الأسطورة بأنها إحدى الهدايا التي أرسلها الخليفة هارون الرشيد إلى شارلمان، ملك الفرنجة، لإغلاق التحالف العباسي الكارولنجي بين عامي 797 و809 ميلادي)، وهو من إنتاج العباسيين العرب، وربما يعود تاريخه إلى القرن التاسع، وهو محفوظ حاليًّا في المكتبة الوطنية الفرنسية، والعلامات التشكيلية العربية غائبة تمامًا تقريبًا؛ والتشكيل الصوتي في نقاط حمراء، والآيات غير منفصلة، والعلامات الدائرية تشير إلى مجموعات من عشر آيات. وفي أعلى كل سورة يوجد اسم السورة وعدد آياتها.
وكانت النسخة لا تزال موجودة في الشرق في القرن السادس عشر، حيث رُممَت. استحوذت فرنسا بعد عام 1787.
وتقول المكتبة الوطنية في اسكتلندا إن إنتاج المخطوطات التقليدية للقرآن الكريم الصغير تقليد قديم، لكن طباعة مثل هذه الكتب خاصة في مصر ترتبط بظهور الطباعة الحجرية الضوئية في القرن التاسع عشر. تقدر هذه المكتبة إصدارات الطباعة في إسطنبول ودلهي في عامي 1892 و1899، ولكن الانتشار الواسع للكتب الصغيرة يعود إلى ديفيد بريس. كانت جميع النسخ المطبوعة تحتوي على صندوق معدني وعدسة مكبرة صغيرة تُعطى للجنود المسلمين الذين يقاتلون في صفوف بريطانيا أثناء الحرب العالمية الأولى. وفي عمل دائم لتوماس إدوارد لورانس يقول «أخبرني عودة لاحقًا بسرية تامة أنه اشترى نسخة مصغرة من القرآن الكريم مقابل مائة وعشرين جنيهًا إسترلينيًا، قبل ثلاثة عشر عامًا، ولم يُصب بأذى منذ ذلك الحين... كان الكتاب أحد النسخ الصغيرة في غلاسكو، بتكلفة ثمانية عشر بنسًا في إنجلترا، لكن العرب كانوا خائفين للغاية من شراسة عودة لدرجة أنهم لم يسخروا من خرافاته... أو أن يشرحوا له صفقته السيئة».
تحتوي صفحات هذه الكتب على هامش فارغ في بعض الأحيان مع رسومات فنية شرقية ويحتاج الأمر إلى مكبر لقراءة النصوص. كان بعض الجنود الإيرانيين يمتلكونها أثناء الحرب العراقية الإيرانية، وقد ورد أن بعض الجنود الإيرانيين كانوا يمسكون هذه المصاحف المصغرة بين أيديهم في لحظات وفاتهم.
قدمَت إذاعة همدان حزمة منهم في عام 2011. وقد بيعَت بعضها على موقع إيباي (eBay) أيضًا.
في عام 2012، تحدثت صحيفة الهندوسية نقلًا عن متحف سالار جونج عن أقدم نسخة مصغرة من القرآن الكريم (أجزاء من الآيات) بأبعاد 3 × 2 سم مع 31 ورقة من الرق بخط اليد الكوفي تعود إلى القرن التاسع.

## طالع أيضًا
- مصغرات